# 擬宝珠

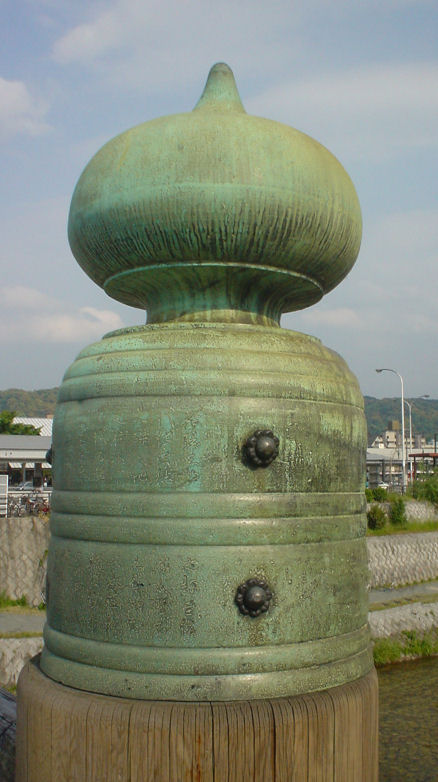
擬宝珠（京都三条大橋）

擬宝珠（ぎぼし、ぎぼうしゅ）は、伝統的な建築物の装飾で橋や神社、寺院の階段、廻縁の高欄（手すり、欄干）の柱の上に設けられている飾りである。ネギの花に似ていることから「葱台（そうだい）」とも呼ばれる。
擬宝珠が取り付けられるのは親柱（両端および一定の間隔で並ぶ主要な柱）であり、「宝珠柱」という。親柱が木製の場合、擬宝珠は銅、青銅などの金属製である場合が多く、雨水などによる木材の腐食を抑える役目もある。親柱が石の場合、擬宝珠も含めて石造りになっている場合もある。まれにすべて木製のものもある。より古い時代の瓦製のものも見つかっている。
紛らわしいものとしては五重塔、五輪塔などの仏塔の先端に飾られるもので、これは擬宝珠ではなく宝珠である。

## 歴史
古い例としては中国、漢代の画像石や敦煌の壁画にそれらしいものが見られる。日本での例では平城京跡の二条大橋のものとされる、瓦のものが見つかっている。
神社では伊勢神宮正殿の高欄の五色の宝珠型の飾りが原型とされ、当初は朝廷と関わる建造物にのみ存在したらしい。
橋の擬宝珠には、その由来が刻まれている場合もある。銘があり現存するものとしては京都・三条大橋に一部残っているものが古く、天正年間に豊臣秀吉の命で改築した際のものとされる。同じく京都五条大橋の一部に残るものも近い時代(正保2年)の銘があり、橋に用いられた最初期のものとされる。他に、それを模したものとして江戸時代初期の盛岡 上の橋、下の橋のものがある。
江戸市中で擬宝珠を持っていた橋は、日本橋 (東京都中央区)と京橋 (東京都中央区)、新橋 (東京都港区)のみである。

## 形状、各部名称

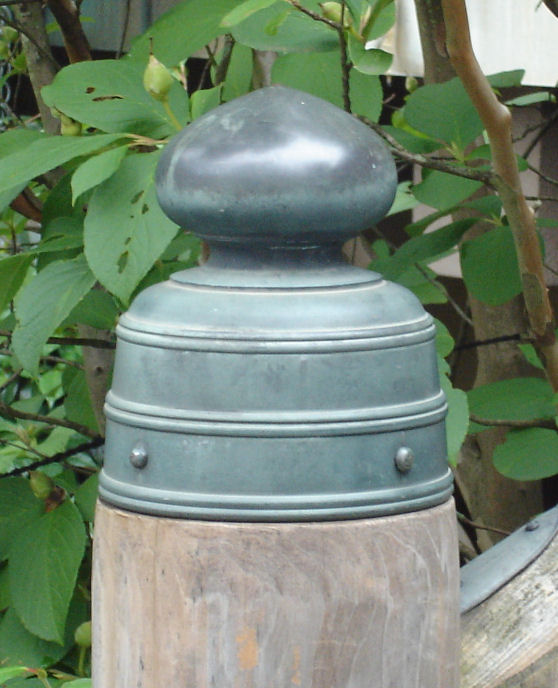
鎌倉型（奈良矢田寺）

先端の宝珠状の部分のみをさして、「擬宝珠」という場合もある。下にあるお椀を伏せたような部分を「覆鉢」、間をつなぐくびれた部分を「欠首」という。さらにその下、覆鉢の下の円筒形部分を「胴」という。
擬宝珠は時代により形状が変化しており、一例として高さに比べ直径の大きく頭の宝珠状部分が小さいものを「鎌倉型」という。この宝珠部分の大きさは概ね時代とともに大きくなっている。

## 擬宝珠の写真

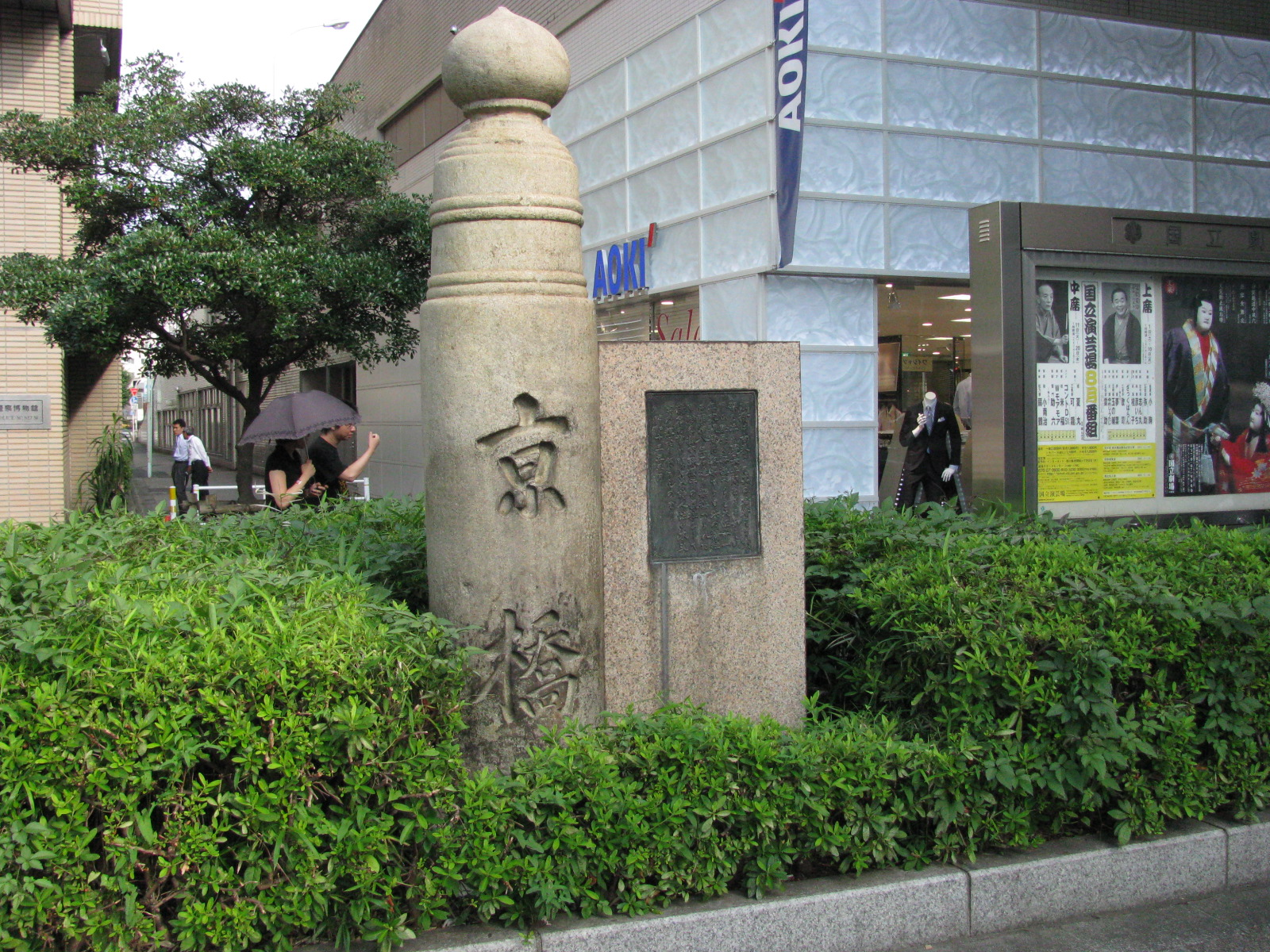
東京 京橋親柱
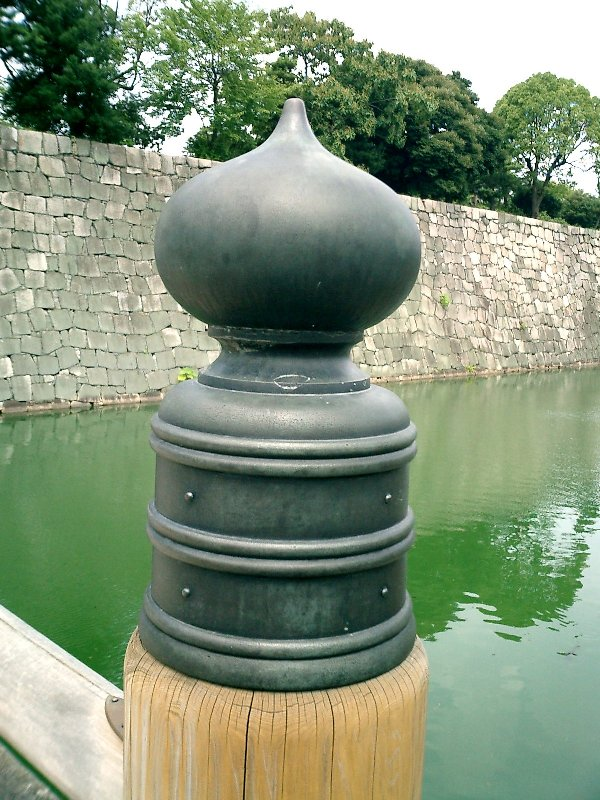
京都 二条城東橋
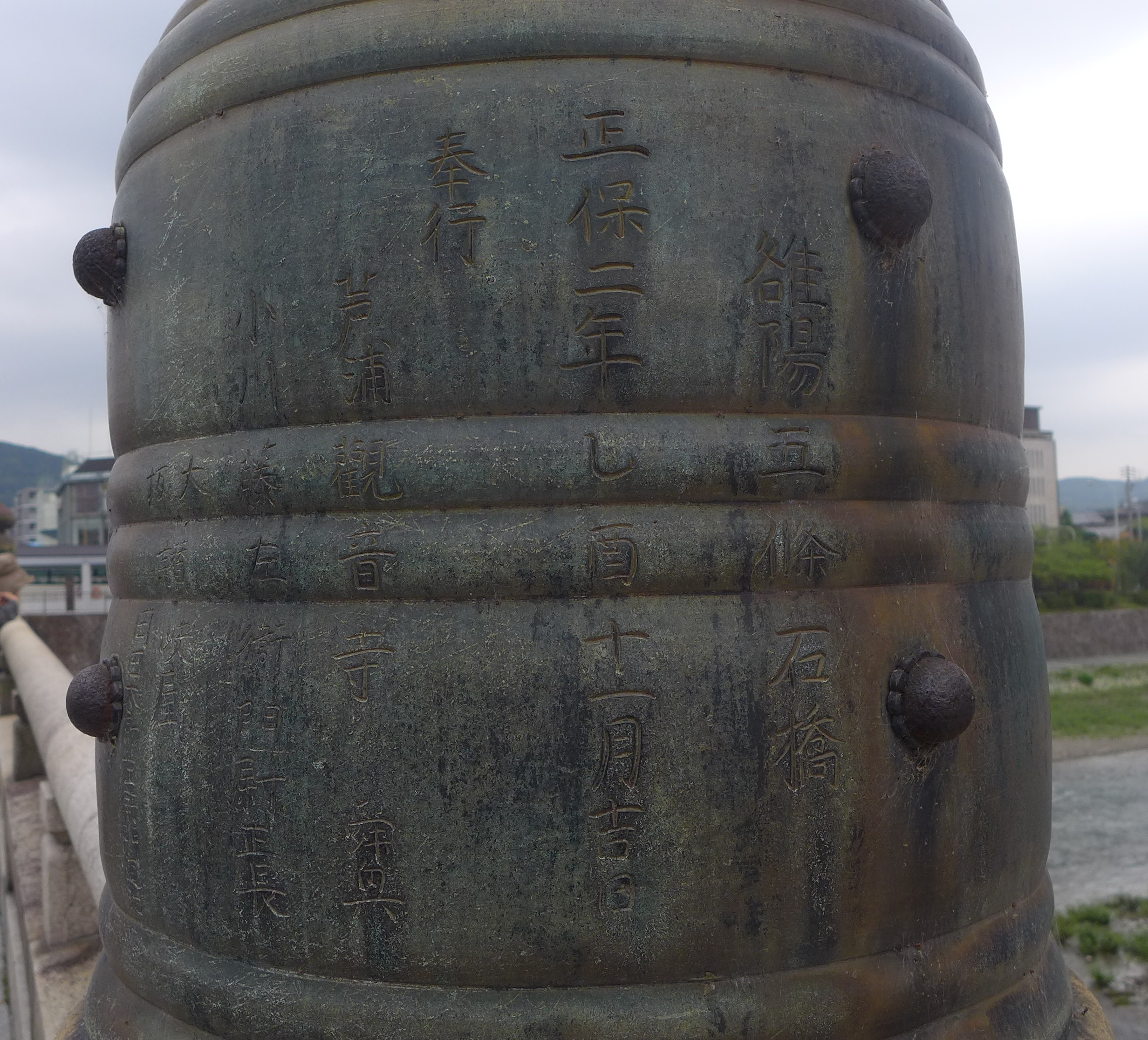
京都 五条大橋 1645年（正保2年）
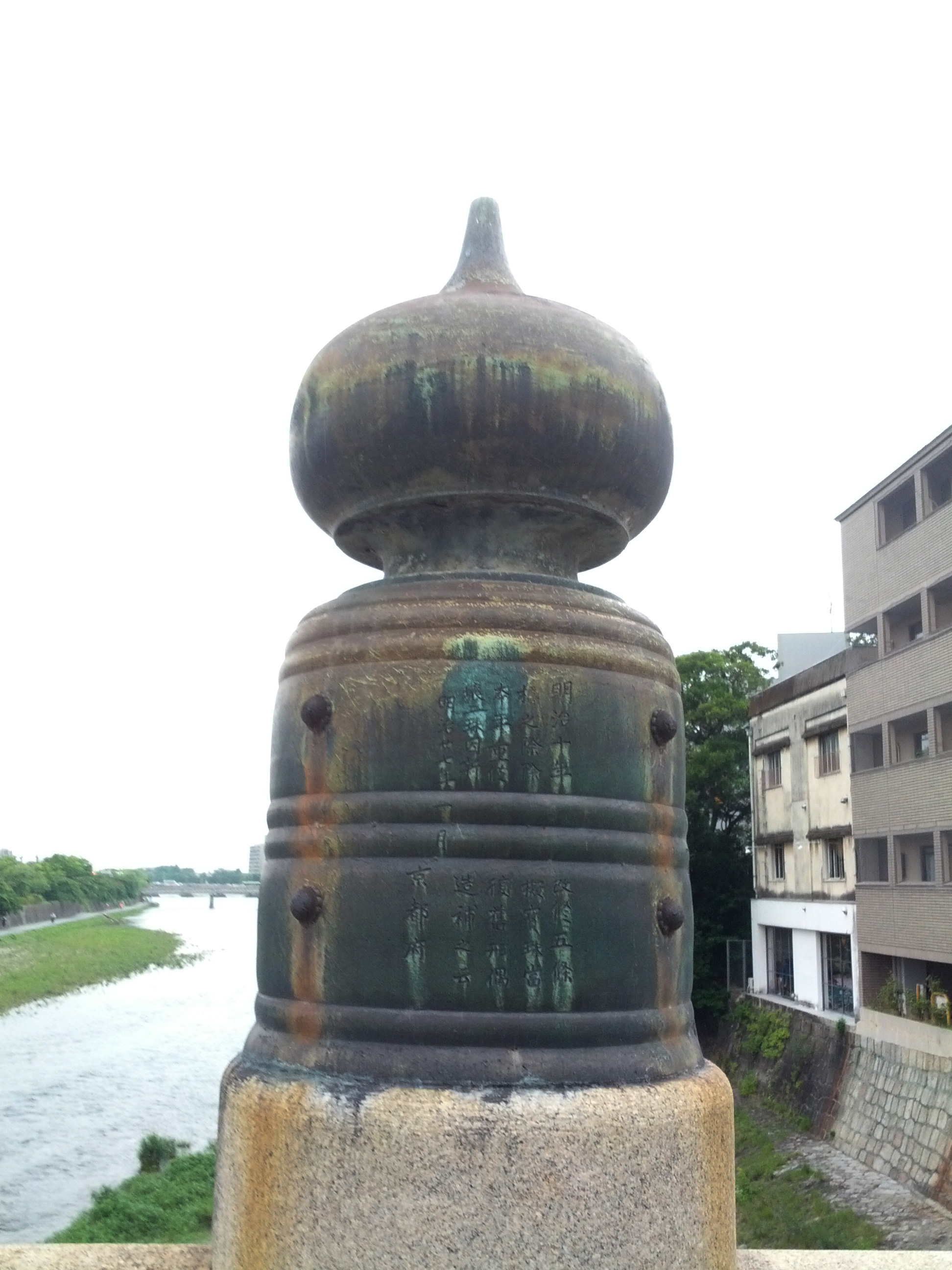
京都 五条大橋 1877年（明治10年）
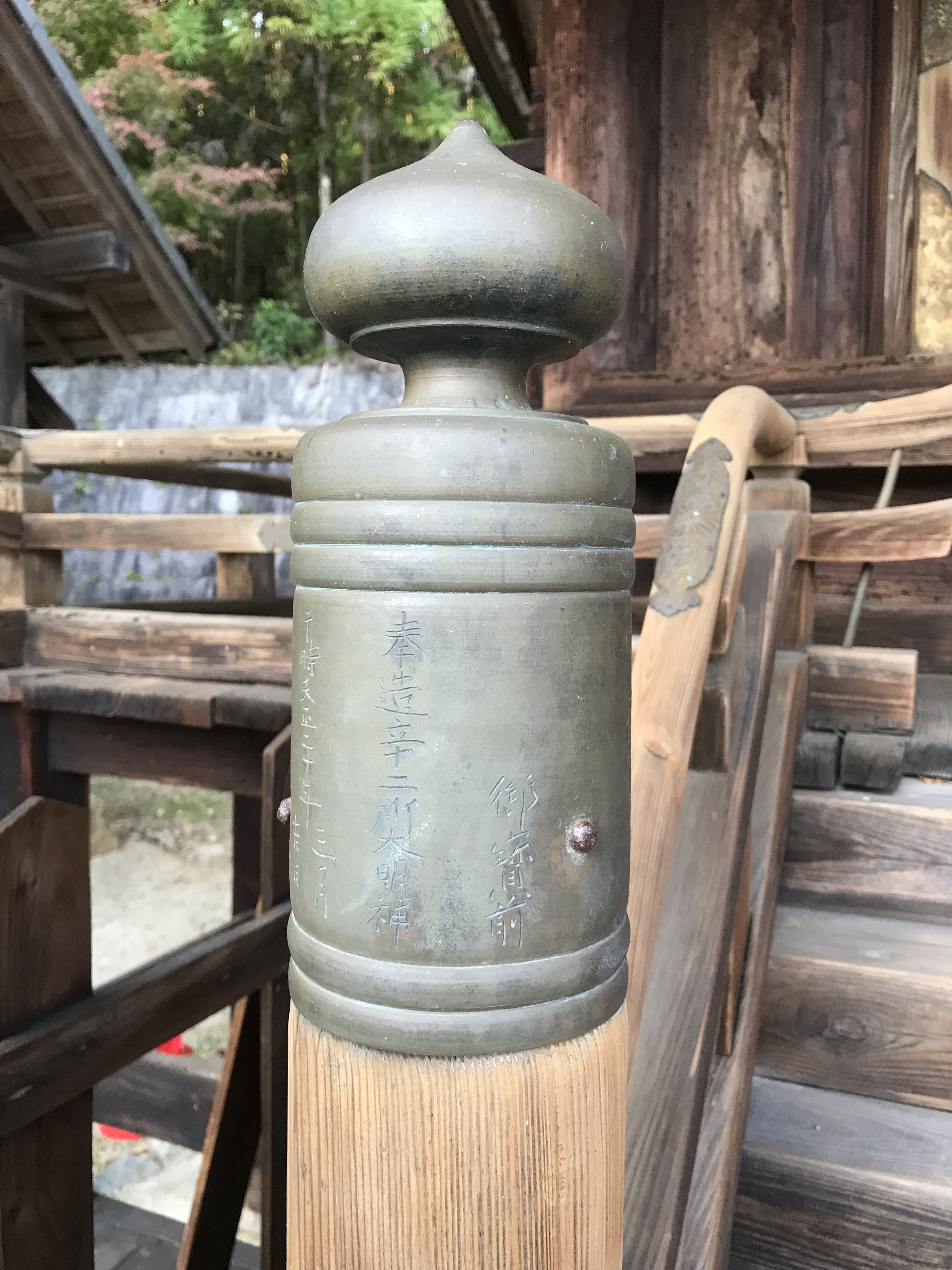
京都 石座神社 十二所明神 1592年（天正20年）
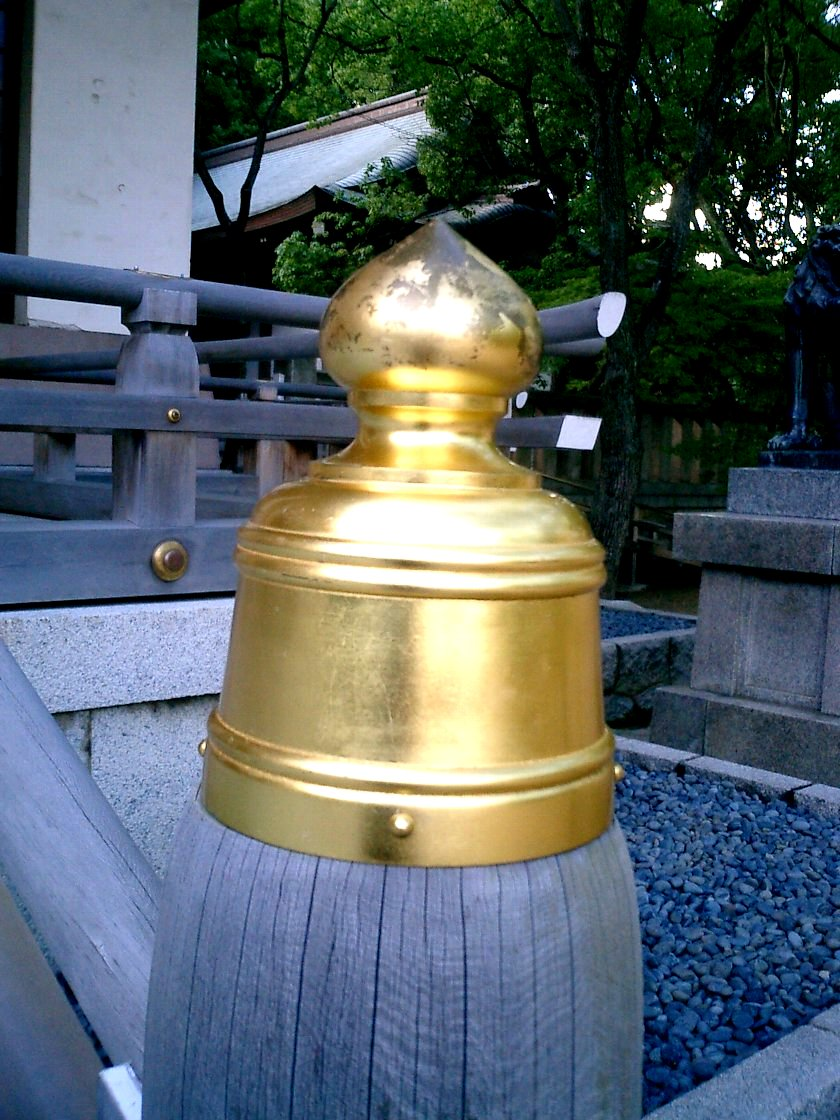
神戸 湊川神社
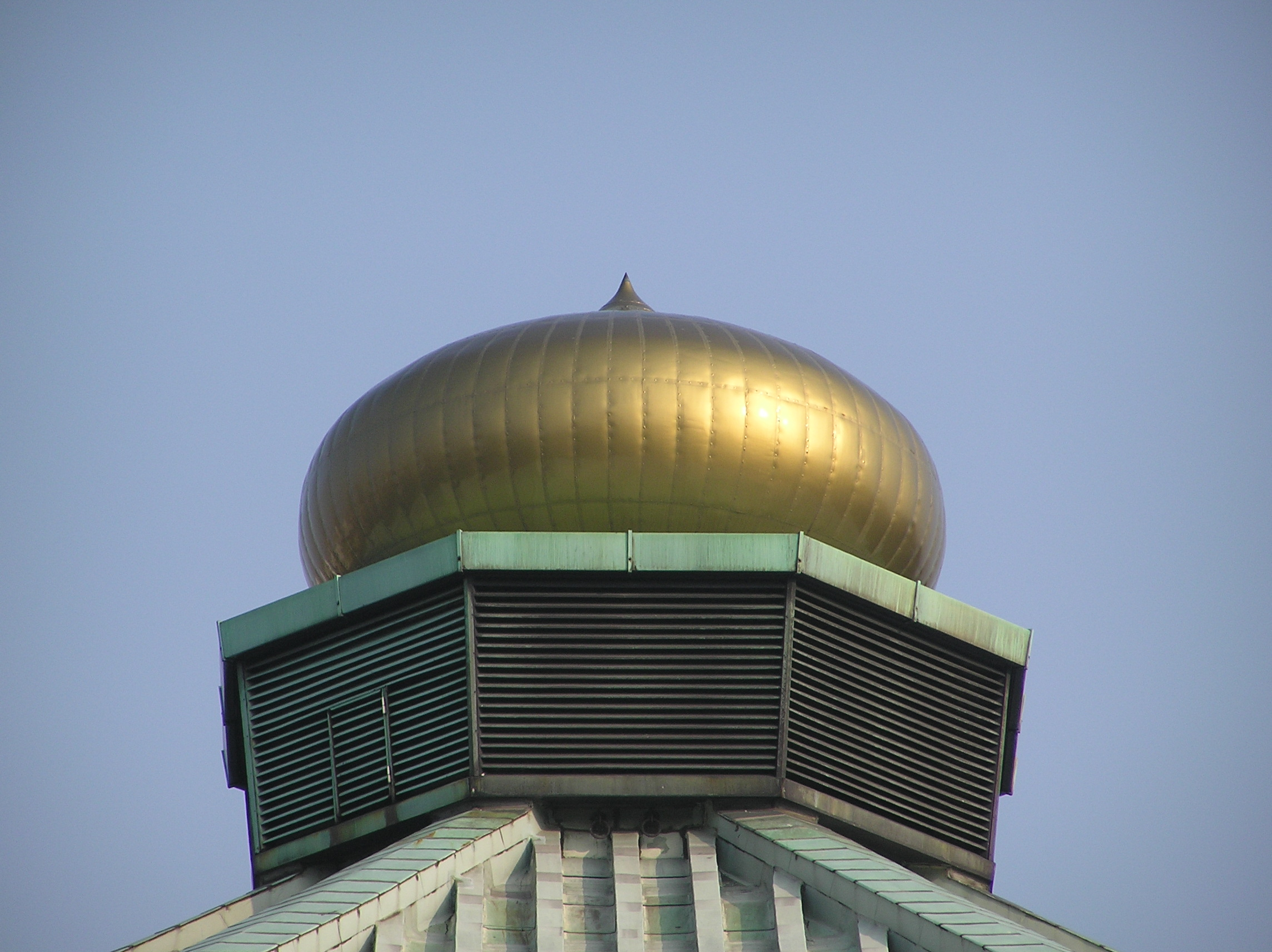
東京 日本武道館
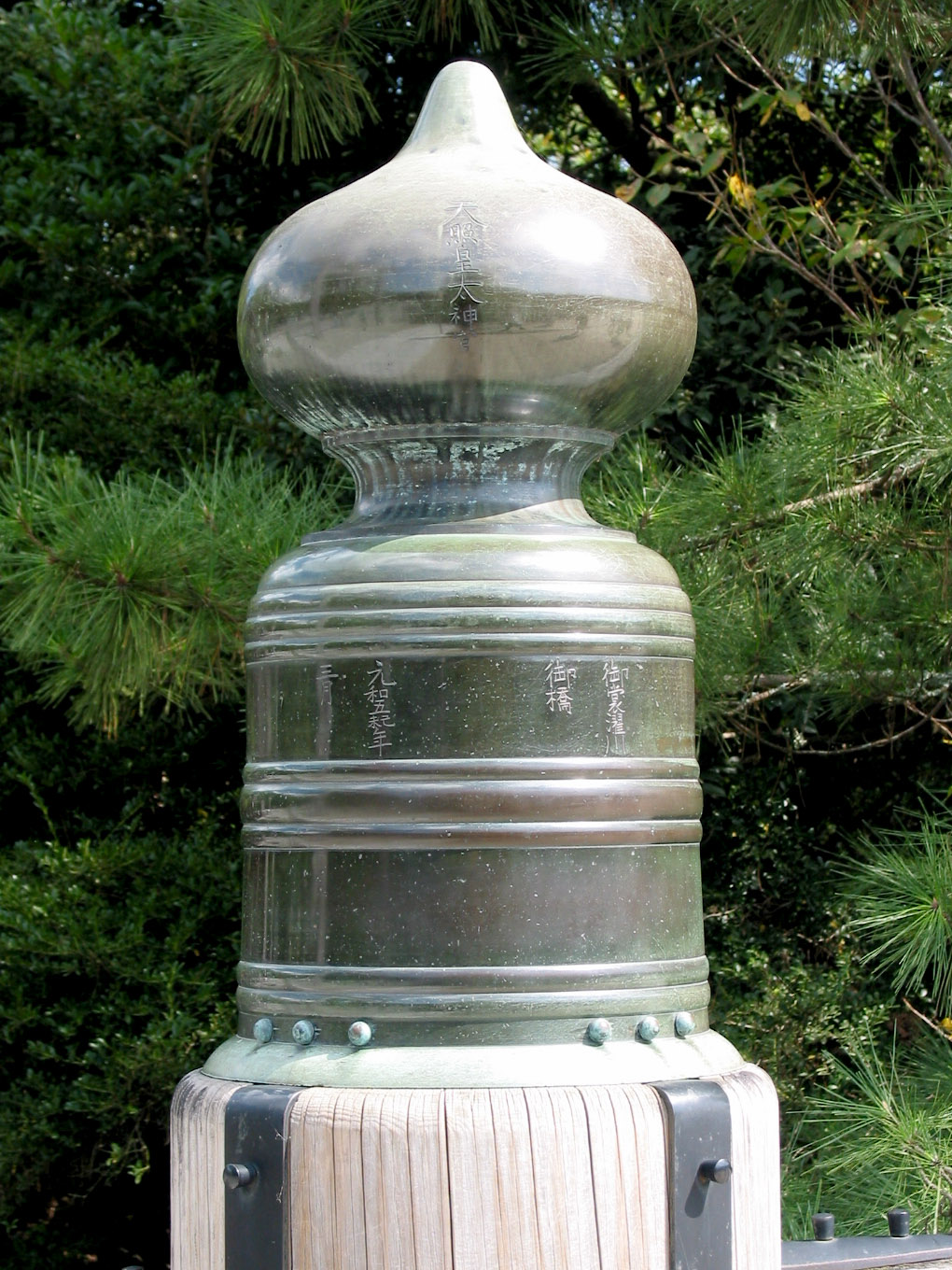
三重 伊勢神宮宇治橋
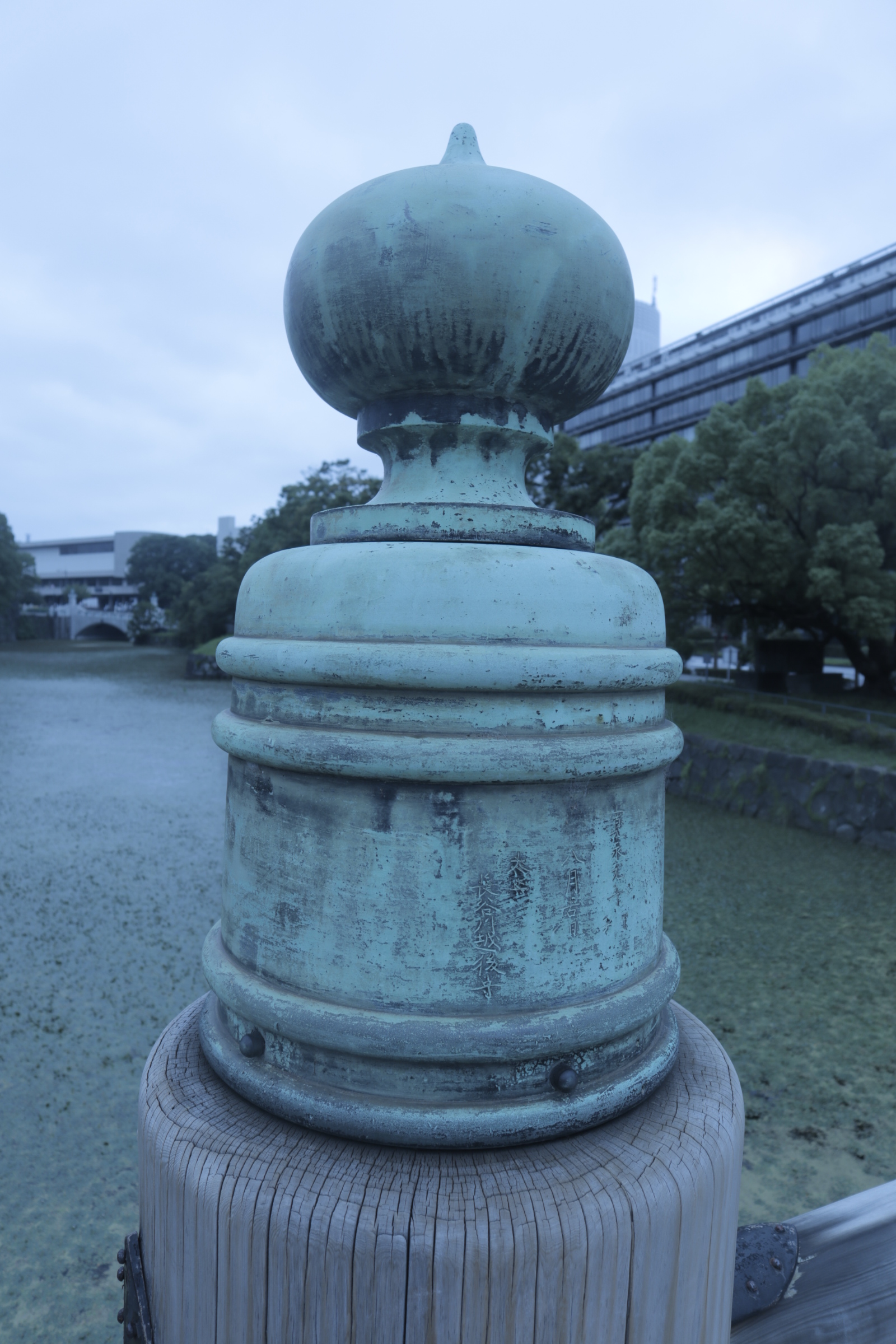
東京 皇居